# America Has a Problem
«America Has a Problem» es una canción de la cantante estadounidense Beyoncé, extraída de su séptimo álbum de estudio, Renaissance (2022), que salió a la venta el 29 de julio de 2022 a través de Parkwood Entertainment y Columbia Records como canción de álbum. Contiene una interpolación de «Cocaine», escrita por Tina Santron Macintosh y Andrell D. Rogers e interpretada por Kilo Ali. Una remezcla de la canción en la que participa el rapero estadounidense Kendrick Lamar se lanzó como tercer sencillo del álbum el 19 de mayo de 2023.

## Recepción de la crítica
«America Has a Problem» ha recibido críticas positivas de la crítica musical. Will Dukes, de Rolling Stone, describió la canción como «genial como el interior de un camión de helados», y destacó sus acordes «descarnados» y sus hi-hats «nerviosos». Kyle Denis, de Billboard, aplaudió la interpolación de «Cocaine» por proporcionar un «lienzo para algunos de los mejores rapeos de la carrera de Beyoncé; es una canción ambiciosa que revela nuevas recompensas con cada escucha».
Melissa Ruggieri, de USA Today, calificó «America Has a Problem» como la canción con el título más intrigante de Renaissance, y alabó cómo Beyoncé «se desgarra en un rap líquido intercalado entre un estribillo celestial». En una crítica mixta, Marcus Shorter, de Consequence, escribe que la canción tiene un "gran ritmo", pero la «charla dura de 'rodar con matones en caso de que empieces a actuar familiarmente' se siente más fuera de lugar que una monja en Chippendales».

## Rendimiento comercial
Tras el lanzamiento de Renaissance, la versión en álbum de «America Has a Problem» debutó en la lista Billboard Hot 100 en el número 69 y en la lista Hot R&B/Hip-Hop Songs en el número 27.

## Personal
Intérpretes
- Voces de Beyoncé y Kendrick Lamar

Músicos
- Beyoncé – efectos de sonido
- The-Dream – programación de batería, efectos de sonido
- Mike Dean – sintetizadores, efectos de sonido

Créditos técnicos
- Beyoncé – producción, producción vocal
- Matheus Braz – asistente de ingeniería
- Mike Dean – coproducción
- The-Dream – producción
- Brandon Harding – ingeniería
- Stuart White – mezcla, grabación

## Posicionamiento en listas
| Listas (2022)                          | Mejor posición |
| -------------------------------------- | -------------- |
| Canadá (Canadian Hot 100)              | 100            |
| Global 200 (Billboard)                 | 81             |
| Irlanda (IRMA)                         | 84             |
| Portugal (AFP)                         | 175            |
| Sudáfrica (RISA)                       | 53             |
| Estados Unidos (Billboard Hot 100)     | 69             |
| Estados Unidos (Hot R&B/Hip-Hop Songs) | 27             |